# Fictionary
Fictionary är ett musikalbum av Lyle Mays och utgivet 1993 av Warner Bros. Records. På skivan medverkar basisten Marc Johnson och på trummor Jack DeJohnette. Skivan producerades av Mays' samarbetare Pat Metheny.

## Låtlista
Alla låtar är skrivna av Lyle Mays om inget annat anges.
1. "Bill Evans" – 4:48
2. "Fictionary" – 7:10
  - Tillägnad Chick Corea.
3. "Sienna" – 6:30
4. "Lincoln Reviews His Notes" – 7:30
5. "Hard Eights" – 7:31
6. "Something Left Unsaid" – 4:52
7. "Trio #1" – 6:08
8. "Where Are You From Today" – 5:32
9. "Trio #2" – 5:23
10. "Falling Grace" (Steve Swallow) – 4:44
11. "On the Other Hand" – 5:04

- "Trio #1" och "Trio #2" är fria improvisationer.

## Medverkande
- Lyle Mays — piano
- Marc Johnson — bas
- Jack DeJohnette — trummor